# Percy Walker
Percy Walker (* im Dezember 1812 in Huntsville, Mississippi-Territorium, Vereinigte Staaten; † 31. Dezember 1880 in Mobile, Alabama) war ein US-amerikanischer Arzt und Politiker.

## Werdegang
Percy Walker, Sohn von John Williams Walker und Matilda Pope, wurde im Dezember 1812 in Huntsville, heute im Madison County, Alabama, geboren. Nach dem Vorstudium graduierte er 1835 am medizinischen Fachbereich der University of Pennsylvania in Philadelphia. Anschließend eröffnete er eine Arztpraxis in Mobile, Alabama.
Walker beteiligte sich 1836 am Feldzug gegen die Creek, bei dem diese gewaltsam ins Indianerterritorium westlich des Mississippi vertrieben wurden. Danach orientierte er sich neu und studierte Jura. Nachdem er seinen Bachelor of Laws gemacht hatte, erhielt er eine Zulassung als Anwalt in Alabama und praktizierte als solcher in Mobile. Im Laufe der Zeit wurde er Staatsanwalt des sechsten Gerichtsbezirks. Des Weiteren war er Abgeordneter im Repräsentantenhaus von Alabama in den Jahren 1839, 1847 und 1853. Ferner wurde er als Kandidat der American Party in den dreiundvierzigsten Kongress der Vereinigten Staaten gewählt. Dort übte er sein Amt zwischen dem 4. März 1855 und dem 3. März 1857 aus. Bei den Wahlen von 1856 kandidierte er nicht mehr.
Percy Walker verstarb am 31. Dezember 1880 in Mobile, Alabama. Er wurde auf dem Magnolia Cemetery beigesetzt.

## Familie
Percys Großvater war LeRoy Pope, Gründer von Huntsville, Alabama. Sein Vater, John Williams Walker, war US-Senator von Alabama. Ferner hatte Percy zwei Brüder, Richard Wilde Walker und LeRoy Pope Walker. Sein Bruder Richard Wilde war Delegierter im provisorischen Konföderiertenkongress sowie Senator der konföderierten Staaten, wobei sein Bruder LeRoy Pope der erste Kriegsminister der konföderierten Staaten von Amerika war. Des Weiteren hatte Percy einen Neffen, Richard Wilde Walker, Jr. Er war Richter an Alabama Supreme Court, sowie später am United States Court of Appeals for the Fifth Circuit. Percy ist auch der Großonkel von Richard Walker Bolling, einem US-Abgeordneten für den Bundesstaat Missouri.